# NGC 3090
NGC 3090 is een elliptisch sterrenstelsel in het sterrenbeeld Sextant. Het hemelobject werd op 22 januari 1865 ontdekt door de Duitse astronoom Albert Marth.

## Synoniemen
- MCG 0-26-5
- ZWG 8.16
- IRAS 09579-0243
- PGC 28945